# Álom

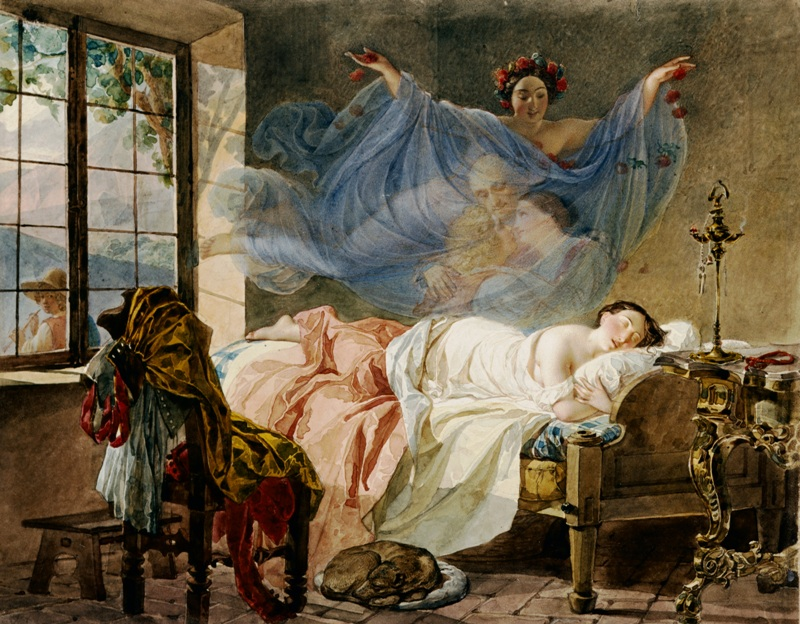
Karl Pavlovics Brjullov: Lány álma napfelkelte előtt, 1830–1833

Az álom képek, gondolatok, hangok és érzelmek összessége, amely az agyon fut át alvás közben. Az álmok létrejöttének oka, módja és az álmok jelentése még nem tisztázott, bár mindig is érdekelte az embereket. Többen is foglalkoznak álomfejtéssel, számos álmoskönyv létezik; az álomkutatással foglalkozó tudomány az onirológia. Sigmund Freud szerint az álmok szoros kapcsolatban állnak az álmodó személy aznapi tevékenységével, és szimbólumokat rejtenek, ami miatt gyakran abszurdnak vagy hihetetlennek tűnnek.
Álmok legfőképpen a gyors szemmozgás (REM) fázisában jelentkeznek, amikor az agyi aktivitás hasonló az ébrenlétihez, de olykor más alvási fázisokban is létrejöhetnek, ám ezek kevésbé élénkek és nehezebben előhívhatók. Az álmok lehetnek csupán néhány másodpercesek, de tarthatnak 20-30 percen keresztül is. Átlagosan 3-5 alkalommal álmodunk egy alvásciklusban, ez egyeseknél lehet akár 7 is. A legtöbb álmunkat már ébredés után elfelejtjük.
Az álmoknak szerepük van az emlékezésben, problémamegoldásban.
Az álmodó ritkán tudja befolyásolni az álom cselekményét, kivétel ez alól a tudatos álmodás. Legtöbbször az adott személy nincs tudatában annak, hogy éppen álmodik, akármennyire valószerűtlen legyen is az álma. Ennek oka az lehet, hogy a prefrontális kortex (amely a logikáért és tervezésért felelős agyterület) csökkent aktivitást mutat alvás közben.
Sokféle álom létezik: ijesztő, izgalmas, misztikus, lehangoló, kalandos vagy szexuális témájú. Néhány álom inspiráló hatású vagy kreatív ötletet közvetít. Egyesek úgy tartják, hogy az álmok egy másik világba engednek betekinteni, a lélek pedig a testet elhagyva ellátogathat ezekre a helyekre, és találkozhat más emberekkel vagy lényekkel. 
Az álmok legkorábbi említése 5000 évvel ezelőttről származik (i. e. 3100), mezopotámiai agyagtáblákon megőrizve. Az ókori görögök és rómaiak úgy vélték, hogy az álmok istenek és elhunytak közvetlen üzenetei, vagy előrevetítenek jövőbeli eseményeket. Más népeknél is megjelenik az álmok profetikus természete, a suméroknál és egyiptomiaknál éppúgy, mint a magyar őstörténeti regékben (lásd Emese álma).
Az ausztrál őslakosoknál az álom fontos szerepet kap a teremtéstörténetekben.
A vakon született egyéneknek nincsenek vizuális álmaik, ehelyett azok más érzékszerveiken alapulnak, úgy mint szaglás, hallás, tapintás, ízlelés. Azok, akik csak fekete-fehér filmeket láttak gyermekkorukban, az esetek 25%-ban csak fekete-fehér álmokról számoltak be.

## Az álmodás fejlődése
Az álmok vizsgálatára általában REM-fázisból való ébresztést és azonnali kikérdezést alkalmaznak. A gyermekálmok vizsgálatában vezető kutató, David Foulkes, az 1970-es években kezdett foglalkozni a témával. Az álmok formai és tartalmi aspektusainak ontogenezisét röviden így összegezhetjük:
- 3-5 éves kor: A gyermek már képes átélt eseményeket elmesélni, de az álmokról való spontán beszámolás nem jellemző. Az álmok rövidek (egy-két képből állnak), hiányzik az elbeszélő jelleg.
  - Testi állapotok: Gyakoriak az olyan álmok, amiben a gyermek éhes vagy alszik. Ez nem ébredés utáni konfabuláció, hiszen a gyermeki fantázia termékei dinamikus cselekvések, míg ezek az álmok statikus állapotok. Beszámoltak olyan álomról, hogy a gyermek a fürdőkádban alszik, esetleg valahol ülve/állva éhséget érez.
  - Állati szereplők: Általában nem személyesen ismert állat (pl. nem az otthoni háziállat) és nem is különleges (pl. nem egzotikus vagy ijesztő). Tipikus az olyan álom, amiben "csirkék esznek" vagy "a folyóparton egy edényben egy hal van".
- 5-7 éves kor: Az álomélményekről való beszámolás továbbra is ritka, de megjelenésekor hosszabb. Az álmok mozgást vagy helyváltoztatást ábrázolnak (pl. úszó ember, mezőn átrohanó szarvas). Visszatérő téma a társas érintkezés, az emberi szereplők már nagyobb számban jelennek meg, mint az állatok, de ezek a személyek nem a gyermek életéből származnak, csupán az álom találmányai. Az elbeszélő jelleg, a narratíva kezdetleges formái is megjelennek.
- 7-9 éves kor: A gyermekek már gyakrabban beszámolnak álmaikról és a beszámolók hossza megközelíti a felnőtt átlagot. Az álom narratív felépítése már nem csak időbeli egymásutániságon alapul, hanem tartalmi koherencia jellemzi. A társas érintkezés fejlődésével az álombeli ábrázolása is fejlődik, megjelenik az álombeli szereplőknek való gondolat- és érzestulajdonítás, azaz a tudatelmélet. A személyes kontextus átszivárog az álomba, megjelennek a családtagok és kortársak. Megnő az énábrázolás mértéke, az álmodó személy aktív résztvevőként jelenik meg. (Az emberek és az én térnyerésével arányosan az állatok jelenléte csökken. Ebből Foulkes arra következtet, hogy a korai álmokban az állatok az énábrázolás kezdetleges formái.)
- 9-13 éves kor: Megjelennek az álombeli eseményeket kísérő érzelmek (pl. félelem, harag, öröm). Visszatérnek az ismeretlen személyek (Foulkes értelmezésében ezek a valódi álombeli kreatúrák, a korábbi idegenek valójában fel nem ismert ismerősök). Megjelennek a nemi különbségek, a legtöbb gyermek gyakrabban álmodik azonos nemű szereplőkről (ahogyan ebben a korban a baráti körei is azonos nemű kortársakból állnak). A fiúk esetében gyakrabban jelenik meg agresszív viselkedés ábrázolása, a lányok esetében gyakrabban jelennek meg családtagok és gyakrabban helyszín az otthon.
- 13-15 éves kor: A serdülőkorra jellemzőek az absztrakt álmok. A mozgást és helyváltoztatást felváltja a tárgyak használata. Az álom már nem csak a fizikailag létezővel van elfoglalva, megjelenik az elképzelt, vágyott világ (pl. a valóságban szorongó, bizonytalan személyek gyakran agresszív jelenetekről álmodnak; míg a valóságban extravertáltak álmaikban gyakran introvertáltan viselkednek).